# Britz-Süd
Britz-Süd – stacja metra w Berlinie na linii U7, w dzielnicy Britz, w okręgu administracyjnym Neukölln. Stacja została otwarta 29 września 1963.
Stacja znajduje się przy ulicy Gutschmidtstraße, obok skrzyżowania z Fritz-Reuter-Alee. Stacja ma połączenie z liniami autobusowymi: 181 (Walther-Schreiber-Platz <> Britz, Kielingerstraße) oraz M46 (S+U Zoologischer Garten <> U Britz-Süd).